# Stephen Swart
Stephen Swart (nascido em 5 de janeiro de 1965 a Auckland) é um ciclista nova-zelandês. Profissional de 1987 a 1995, tem participado em três Tours de France e dois campeonatos mundiais em estrada.

## Biografia

### Carreira profissional
Stephen Swart começa a sua carreira profissional em 1987 nas fileiras da equipa inglesa ANC Halford. Participa no que vai de desse ano no Tour de France, que abandona à 19.ª etapa. Está seleccionado pela primeira vez para o campeonato do mundo em estrada. A equipa ANC Halford cessa de pagar os salários dos seus corredores em decorrência da temporada. Apanha em 1988 a equipa belga SEFB. A sua temporada prende-se quando volta à Nova Zelândia para encontrar a sua mãe, gravemente doente, que falece duas semanas mais tarde. Após ter trabalhado numa loja de bicicletas em Auckland, decide de prosseguir a sua carreira aos Estados Unidos. Corre durante cinco anos para a equipa Coors Light. Consegue sobretudo o campeonato dos Estados Unidos de critério em 1992. Está remarcado por Jim Ochowicz que o compromete na equipa Motorola, a melhor equipa estadounidense da época e da qual é director desportivo Stephen Swart volta depois para a Europa em 1994. Durante ess ano, se classifica sobretudo nono da Leeds Internacional Classic, sétimo da séria da copa do mundo, e segundo de uma etapa da Volta à Catalunha. Participa no seu segundo Tour de France e o seu segundo campeonato do mundo em estrada. Em 1995, é nono do prólogo do Tour de France. À saída desta prova, está felicitado com Steve Bauer pelo seu trabalho para a equipa. Aprende no entanto em agosto que seu contrato não será reconduzido em final de temporada. A última competição que disputa é a Commonwealth Bank Classic na Austrália, onde uma queda intervinda na véspera da chegada o priva de vitória.

### Depoimento na dopagem no ciclismo
Stephen Swart tem descrito aos jornalistas Pierre Ballester e David Walsh a sua experiência da dopagem durante a sua corrida de ciclismo. No seio da equipa ANC Halford, um auxiliar « injectava [aos corredores] os produtos anónimos ». Em SEFB no ano seguinte, « a dopagem é uma questão de eleição pessoal para a cada corredor », com a ajuda das auxiliares, porque a equipa não tem os meios de pagar um médico. Swart tem « medo dos medicamentos e, que ignoram a sua utilização, as evita. » Adianta « a cultura da dopagem que envenena a cena europeia » como uma das motivações da sua eleição de ir correr nos Estados Unidos.
A seu regresso à Europa em 1994 com a equipa Motorola, encontra um pelotão transformado e cuja velocidade tem aumentado consideravelmente, sobretudo em montanha. Atribui esta evolução à EPO, cujo consumo se difundiu durante a primeira metade das década de 1990. A equipa Motorola, que não faz ainda uso deste produto, é à pena. Os resultados não são à altura das esperanças dos patrocinadores. O director desportivo Jim Ochowicz e o médico Massimo Testa negam a sentir falar da dopagem. Ao princípio do ano de 1995, os corredores resolvem-se a iniciar um programa de dopagem para aqueles dentre eles que participam no Tour de France, estimando que é o único meio de obter resultados. Segundo Swart, a decisão está tomada por ele mesmo, Lance Armstrong e Frankie Andreu. Este último tem confirmado a conclusão de despromoção da equipa Motorola por relatório aos demais, mas não se lembra deste apresamento de decisão. Os corredores tentam-se seu EPO a eles mesmos. Swart proporcionou numa farmácia na Suíça. Começa a utilizar durante a Volta à Suíça. Esta primeira experiência não tem os efeitos descontados. Swart é ao invés apressado, por causa dos primeiros apresamentos de EPO : « Quando isto começa a tratar adentro do corpo, isto aspira muita energia, da energia cuja se tem necessidade para correr. Teria tido que começar a tomar quando estava ao repouso. » Prende de consumir este produto após ambas primeiras etapas do Tour de France de 1995.

## Palmarés em estrada
- 1987
  - 5.º e 13. ª etapas do Herald Sun Tour
- 1989
  - 3. ª etapa da Cascades Classic
  - 5. ª etapa da Volta ao Canadá
  - 3.º da Redlands Bicycle Classic
- 1990
  - 2. ª etapa da Redlands Bicycle Classic
- 1991
  - 2.º e 4. ª etapas da Fitchburg Longsjo Classic
  - Prólogo da Volta da Nova Zelândia
  - 2.º da Fitchburg Longsjo Classic
- 1992
  -  Campeão dos Estados Unidos do critéro
  - 1.ª e 4. ª etapas da Fitchburg Longsjo Classic
  - 7ªa (contrarrelógio) e 7b etapas do Herald Sun Tour
  - 1.ª e 2. ª etapas da Celestial Bicycle Classic
  - 3. ª etapa da Volta de Adriondacks
  - 2.º da Celestial Bicycle Classic
  - 3.º do Tour Dupont
- 1993
  - 11. ª etapa do Herald Sun Tour
- 1994
  - 9.º da Leeds Internacional Classic
- 1995
  - Tour da Nova Zelândia

## Resultados na as grandes voltas

### Tour de France
- 1987 : abandono (19. ª etapa)
- 1994 : 112.º
- 1995 : 109.º

## Palmarés em pista

### Jogos do Commonwealth
- 1986
  -  Medalhista de prata da perseguição por equipas